# Spanish International 1980
Die Spanish International 1980 im Badminton fanden in Vigo statt. Es war die siebente Auflage des Turniers, damals noch als Tournament City of Vigo betitelt. Parallel dazu trug die Meisterschaft erstmals den Namen Spanish International.

## Sieger und Finalisten
| Disziplin    | Gold                          | Silber                            |
| ------------ | ----------------------------- | --------------------------------- |
| Herreneinzel | António Crespo                | Pedro V. Blach                    |
| Dameneinzel  | Margarida Cruz                | J. Janeiro                        |
| Herrendoppel | Enrique Ruiz António Crespo   | Manuel Pinto Costa Luís Carvalho  |
| Damendoppel  | Margarida Cruz Isabel Cruz    | Aída Carballal Margarita Miguelez |
| Mixed        | Pedro V. Blach Margarida Cruz | António Crespo Isabel Cruz        |